# 兵庫県自動車学校
兵庫県自動車学校（ひょうごけんじどうしゃがっこう）は、兵庫県下で唯一の学校法人として認可を受けている兵庫県公安委員会指定の教習所であり、西宮本校をはじめ、明石校、姫路校を持つ。全国的にも長い歴史を持つ自動車教習所で、兵庫県で最初に誕生した自動車教習所である。現行の道路交通法施行以前の1937年（昭和12年）に設立された。
また、学校のモットーとして交通事故ゼロケースのモデル校を目指している。県下の民間教習所より教育水準が高い。

## 所在地
- 西宮本校：兵庫県西宮市深津町4番30号
- 明石校：兵庫県明石市荷山町1649-4
- 姫路校：兵庫県姫路市花田町一本松正年25番地

## 取扱免許
- 普通一種（AT・MT）：全校
- 普通二種（AT・MT）：西宮本校
- 中型一種：西宮本校・明石校
- 大型自動二輪（AT・MT）：姫路校
- 普通自動二輪（AT・MT）：姫路校

## 取扱講習
- 初心運転者講習
- 取得時講習
- 高齢者講習
- ペーパードライバー教習

## 車両
教習用車両
- 普通車： トヨタ・コンフォート ほか
- 中型車：ISUZU（いすゞ・フォワード）ほか
- 大型二輪車：YAMAHA（ヤマハ・XJR1300）ほか
- 普通二輪車：HONDA（ホンダ・CB400）ほか

送迎車
- トヨタコースター
- トヨタハイエース

## その他
- 春と秋の定休日にフリーマーケットの会場に使われる事がある。
- 1970年代 - 1990年代初頭に宝塚映像製作のドラマ（木曜ゴールデンドラマと阪急ドラマシリーズ）のロケで西宮本校が使われたことがある。